# Тимошівське лісництво
Тимоші́вське лісництво — структурний підрозділ Кам'янського лісового господарства Черкаського обласного управління лісового та мисливського господарства.
Офіс знаходиться у c. Тимошівка, Черкаський район, Черкаська область.

## Історія
До 2016 року лісництво мало назву «Комсомольське».

## Лісовий фонд
Лісництво охоплює ліси Кам'янського району.

## Об'єкти природно-заповідного фонду
У віданні лісництва перебувають 2 об'єкти природно-заповідного фонду:
- ботанічні заказники місцевого значення Комсомольський та Тимошівський.